# Vlasová kůra
Vlasová kůra neboli kortex je vláknitá vrstva vlasu, jež zabírá asi 80 % vlastní vlasové hmoty. Je složena z neživých protáhlých buněk – vláken (fibril) keratinu. Navíc se v kortex nacházejí shluky pigmentových zrn, které se jeví jako tmavé ostrůvky mezi fibrilamy.

## Stavba
Jednotlivá vlákna tvoří nejnižší stavební jednotku mikrofibrilu. Mikrofibrily se kruhovitě seskupují a vytváří snopečky. Tím tvoří další ohraničenou stavební jednotku makrofibrilu. Takto vybudovaná část vlasové kůry se nazývá ortokortex. Jde o pravidelné uspořádání kortexu. Také existuje nepravidelné uspořádání, především u vlasů upravovaných (preparací, barvením, odbarvováním…) vzniká parakortex. Tyto obě části se od sebe liší nejen fyzikálně, ale také chemicky (mají rozdílné složení aminokyselin, ale také různou chemickou reaktivitu). Jednotlivé vláknité makrofibrily jsou mezi sebou spojeny buněčnými membránami a mezibuněčným proteinovým tmelem.